# Armand de Bourbon-Conti
Armand de Bourbon-Conti, fr. Armand de Bourbon, prince de Conti (11 października 1629 – 21 lutego 1666) – książę de Conti, drugi syn Henryka II i młodszy brat Ludwika II, książąt de Condé.
Tytuł księcia Conti został specjalnie dla niego przywrócony w 1629. Armand był początkowo przeznaczony do kariery duchownej i studiował teologię na uniwersytecie w Bourges, ale mimo że otrzymał kilka beneficjów, nie interesował się nimi. Odegrał poważną rolę w czasie Frondy, w 1648 został dowódcą armii frondystów. W 1650 razem z bratem został uwięziony w więzieniu Vincennes. Będąc człowiekiem tajemniczym i pełnym dziwnych pomysłów, Armand w więzieniu zwariował. Żywił bynajmniej nie braterską miłość do swojej siostry – Anny, księżnej de Longueville, i wymyślał różne triki, żeby ona go zauważyła. Próbował alchemii i zażywał leki, w końcu przydzielono mu lekarzy, a ci mogli przemycać listy od Armanda i do Armanda. To przyśpieszyło jego uwolnienie. został bowiem uwolniony, kiedy kardynał Mazarin udał się na wygnanie.

## Rehabilitacja

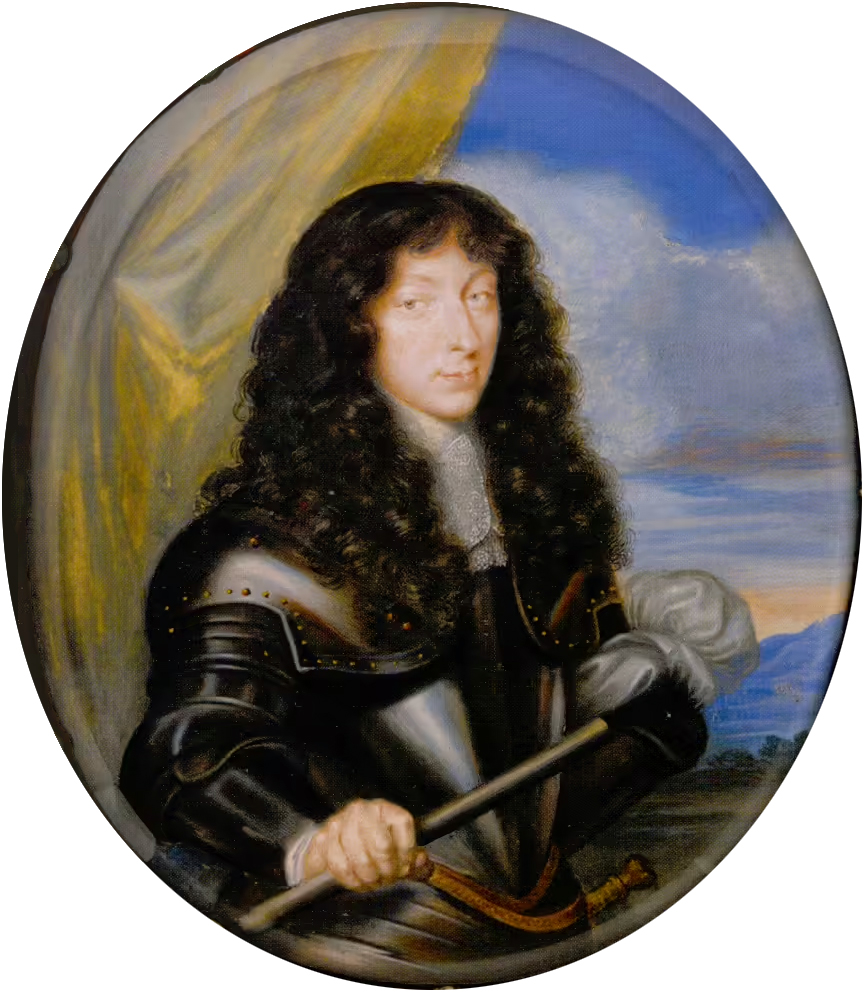
Armand I, książę de Conti

Armand chciał poślubić pannę de Chevreuse (1627–1652), córkę Marii de Rohan-Montbazon, księżnej de Chevreuse, sławną konfidentkę królowej Anny Austriaczki, ale przeszkodził mu jego brat. Armand był potem związany z Frondą z 1651, ale wkrótce pogodził się z Mazarin i w 1654 poślubił nawet jego siostrzenicę – Annę Marię Martinozzi (1639–1672). Para miała później dwóch synów:
- Ludwik Armand, książę de Conti (1661–1685),
- Franciszek Ludwik, książę de Conti (1664–1709)

## Dalsze życie
Armand objął dowodzenie nad armią, która w 1654 najechała Katalonię. Tam zajął 3 hiszpańskie miasta. Następnie poprowadził francuskie wojska do Włoch, ale po porażce pod Alessandrią, w 1657, powrócił do Langwedocji i oddał się studiom i mystycyzmowi do końca swojego życia.
W Clermont Armand był przyjacielem i uczniem Moliera, dla którego załatwił przyjęcie na dworze królewskim Ludwika XIV.